# Hipogeu Pujol i Masferrer
L'Hipogeu Pujol i Masferrer és un monument funerari del municipi de Lloret de Mar (Selva) que forma part de l'Inventari del Patrimoni Arquitectònic de Catalunya. Està situat al marge esquerre del passeig central del Cementiri de Lloret de Mar i està construït amb pedra de Montjuïc.

## Descripció
Aquest monument funerari té una base rectangular i unes formes ondulades en superfície evitant els angles del rectangle sepulcral. La part que dona al passeig central té un arc de ferradura que emmarca una calavera a la zona inferior. A la cara posterior, els peus del sepulcre, originalment s'hauria de reproduir la forma de la part oriental, però la làpida actual no correspon al projecte inicial. Sobre la capçalera de l'hipogeu, sobre la calavera, s'alça la figura de Crist (vestit amb túnica llarga, nimbe i els cabells al vent) coronada per una creu ornamentada amb motius vegetals i el monograma de Crist. El tema evocat és el del triomf de Crist sobre la mort. Als peus, servint de suport a una cadena de ferro que hi ha davant la làpida -amb la llegenda FAMÍLIA MASFERRER CABRÉ-, hi trobem dos gossos, usats com a símbol de fidelitat, guia, guàrdia i ressurrecció
Pel que fa al Cementiri de Lloret de Mar, és reconegut per oferir un dels conjunts d'escultura funerària modernista més importants del país. El cementiri s'articula al voltant l'avinguda Principal i la de Sant Josep (lateral esquerra). El conjunt de sepultures més interessants, la majoria de les quals estan realitzades amb pedra de Montjuïc (Barcelona) o de Girona, i amb marbre, en alguns casos marbre de Carrara (Itàlia), són les sepultures ricament esculpides dels rics lloretencs: indianos que havien arribat de fer fortuna, metges, notaris i rendistes. Hi ha obres projectades pels arquitectes Bonaventura Conill i Montobbio (1876-1946), Vicenç Artigues i Albertí (1876-1963), Josep Puig i Cadafalch (1862-1957) i Antoni Maria Gallissà (1861-1903); i esculpides, entres d'altres, per Ismael Smith i Marí (1886-1972).

## Història
Aquest hipogeu és obra de l'arquitecte Vicenç Artigas i Albertí (c.1904). La propietària fou Mercè Masferrer, vídua de Pujol. Fou la seva segona sepultura dissenyada al cementiri de Lloret, després del panteó-capella de Josep Cabañas Puig, el 1903. Rosa Alcoy apunta la possible intervenció en l'obra de Josep Maria Barnadas, autor de l'hipogeu Durall i Surís.
Pel que fa al cementiri, les primeres referències d'un nou cementiri són de 1874, però oficialment es va començar a tractar la necessitat de construir un nou cementiri més allunyat de la vila l'any 1891. El terreny escollit fou el lloc anomenat Mas d'en Bot, al costat de l'Ermita de Sant Quirze i que pertanyia al Sr. Salvador Bianchi. Les obres van començar el 1896-1899 i van acabar el 1901. La capella es va acabar el 1903, i fou construïda per Joan Soliguer. Pel que fa als panteons i hipogeus de primera classe, aquests varen ser encomanats majoritàriament a arquitectes. Els projectes dels panteons i hipogeus del nou cementiri foren d'A M. Gallissà, J. Puig i Cadafalc, V. Artigas i Albertí, B. Conill i Montobbio i R. M. Ruidor.